# Jean Gol
Jean Gol (* 8. Februar 1942 in Hammersmith, England; † 17. September 1995 in Lüttich, Provinz Lüttich, Belgien) war ein belgischer Politiker.

## Biografie

### Studium und berufliche Laufbahn
Gol wurde als Sohn eines jüdischen Ärzteehepaares in England geboren, wo seine Eltern als Flüchtlinge während des Zweiten Weltkrieges lebten. Er selbst studierte zwischen 1959 und 1964 Rechtswissenschaft und war nach der Promotion zum Doktor der Rechtswissenschaften und der Zulassung zum Rechtsanwalt zunächst Forscher und anschließend zwischen 1965 und 1969 Anwärter beim Fonds national de la recherche scientifique (FNRS) des Interuniversitären Zentrums für Öffentliches Recht.
1969 erwarb er ein Diplom der Höheren Studien und Rechtswissenschaften der Universität Lüttich und trat anschließend eine Stellung als Wissenschaftlicher Assistent am Lehrstuhl für öffentliches Recht von François Perin an, dessen „geistiger Ziehsohn“ er wurde. Im Anschluss ließ er sich als Rechtsanwalt in Lüttich nieder und spezialisierte sich mit seiner Anwaltskanzlei auf Internationales Handelsrecht. Daneben wurde er 1974 Dozent an der Universität Lüttich.

### Politische Laufbahn
Daneben begann er 1968 seine politische Laufbahn als Mitglied des Rates der Provinz Lüttich, in dem er die Interessen des Rassemblement wallon vertrat. Daneben war er Deputierter des Provinzrates für Lüttich. Später war er Mitglied der Abgeordnetenkammer.
1974 gehörte er als Staatssekretär für Wirtschaftsangelegenheiten von Wallonien kurze Zeit dem Kabinett von Premierminister Leo Tindemans an.
Nachdem das RW unter dem Einfluss von Paul-Henry Gendebien sich zunehmend dem linken politischen Lager annähert,  verlässt er noch 1976 zusammen mit François Perin, Philippe Monfils und Étienne Knoops enttäuscht das RW und gründete mit diesen die Parti pour les Réformes et la Liberté de Wallonie (PRLw).
Jean Gol gehörte 1979 zu den Mitbegründern der Parti Réformateur Libéral (PRL), die aus der Parti des réformes et de la liberté de Wallonie (PLRw) heraus entstand, und als Nachfolger von André Damseaux bis 1981 auch Vorsitzender der PRL.
Am 17. Dezember 1981 berief ihn Premierminister Wilfried Martens zum Vizepremierminister sowie Minister für Justiz und Institutionelle Reformen und nahm diese Funktion auch in der sechsten und siebten Regierung Martens bis zum 9. Mai 1988 wahr. Zuletzt war Didier Reynders, der heutige Vorsitzende der Mouvement Réformateur, von 1987 bis 1988 sein Kabinettschef im Justizministerium.
Als Nachfolger von Willy De Clercq, der Kommissar für Handel und Außenpolitik in der ersten EU-Kommission Delors wurde, war er außerdem zwischen dem 9. Januar und dem 28. November 1985 Minister für Außenhandel.
Jean Gol, der einer der frühen führenden politischen Persönlichkeiten der Wallonischen Region war, wurde für seine politischen Verdienste am 26. Mai 1992 mit dem Ehrentitel eines Staatsministers gewürdigt.
1992 kandidierte er außerdem erneut erfolgreich für das Amt des Vorsitzenden der PRL und wurde als Nachfolger der bisherigen Co-Vorsitzenden Antoine Duquesne und Daniel Ducarme neuer Parteivorsitzender. Dieses Amt übte er bis zu seinem Tode aus. Während dieser Zeit kam es 1992/93 zur Verabschiedung eines neuen Parteiprogramms sowie zu einer Attraktivierung der Partei durch ein Wahlbündnis mit der Front démocratique des francophones (FDF).
Ihm zu Ehren wurde der Parc Jean Gol in Chaudfontaine benannt. Außerdem trägt das Centre Jean Gol, das wissenschaftliche Zentrum der beiden liberalen Parteien Mouvement Réformateur und Open Vlaamse Liberalen en Democraten (Open VLD), seinen Namen. Darüber hinaus trägt die Studienstiftung der Universität Lüttich seinen Namen.